# Achille Manara
Achille Manara, italijanski rimskokatoliški duhovnik, škof in kardinal, * 20. november 1827, Bologna, † 15. februar 1906, Ancona.

## Življenjepis
25. maja 1850 je prejel duhovniško posvečenje.
12. maja 1879 je bil imenovan za škofa Ancone e Numane; škofovsko posvečenje je prejel 22. maja istega leta.
29. novembra 1895 je bil povzdignjen v kardinala in imenovan za kardinal-duhovnika S. Pancrazio.
14. septembra 1904 je bil škofija povzdignjena v nadškofijo in Manara je postal nadškof.